# Wollert Konow
Wollert Konow (Fana, 16 augustus 1845 - Fana, 15 maart 1924) was een Noors politicus voor Venstre. Meestal wordt S.B aan zijn naam toegevoegd, om hem te onderscheiden van een politicus uit dezelfde periode, Wollert Konow it Hedmark. S.B. is de afkorting van "Søndre Bergenhus", het vroegere district waarvor Konow vertegenwoordiger was. Zijn moeder was een dochter van de schrijver Adam Oehlenschläger.
Konow was minister van binnenlandse zaken in 1891-1893 en minister van landbouw in 1898-1903. Van 1910 tot 1912 was hij premier van Noorwegen.